# Montreux Volley Masters 2019
Montreux Volley Masters 2019 spelades mellan 13 och 18 maj 2019 i Montreux, Schweiz. Det var den 34:e och sista upplagan av turneringen i volleyboll och åtta damlandslag deltog. Polen vann tävlingen för första gången genom att besegra Japan i finalen. Malwina Smarzek utsågs till mest värdefulla spelare och var även främsta poängvinnare med 127 poäng.

## Arenor
|                                                                    |  |  |
|                                                                    |  |  |
| Salle Omnisports du Pierrier Stad: Montreux Kapacitet: - Öppnad: - |  |  |

## Regelverk

### Format
- Tävlingen började med gruppspel där lagen fördelades på två grupper om fyra lag
- De två första lagen i varje grupp gick vidare till slutspel om plats 1-4. Slutspelet genomfördes i cupformat.
- Treorna i varje grupp mötte varandra i en match om femteplatsen
- Fyrorna i varje grupp mötte varandra i en match om sjundeplatsen

### Metod för att bestämma tabellplacering
Om slutresultatet blev 3-0 eller 3-1 tilldelades 3 poäng till det vinnande laget och 0 till det förlorande laget, om slutresultatet blev 3-2 tilldelades 2 poäng till det vinnande laget och 1 till det förlorande laget. 
Lagens position i respektive grupp bestämdes utifrån (i tur och ordnign):
- Antal vunna matcher
- Poäng
- Kvot vunna / förlorade set
- Kvot vunna / förlorade poäng.
- Inbördes möte

## Deltagande lag
| Lag      | Kvalificerat genom | Deltog senast                |
| -------- | ------------------ | ---------------------------- |
| Kina     | Wild card          | Montreux Volley Masters 2018 |
| Tyskland | Wild card          | Montreux Volley Masters 2017 |
| Japan    | Wild card          | Montreux Volley Masters 2015 |
| Italien  | Wild card          | Montreux Volley Masters 2018 |
| Polen    | Wild card          | Montreux Volley Masters 2018 |
| Schweiz  | Wild card          | Montreux Volley Masters 2018 |
| Thailand | Wild card          | Montreux Volley Masters 2017 |
| Turkiet  | Wild card          | Montreux Volley Masters 2018 |

## Turneringen

### Gruppspel
| Grupp A  | Grupp B  |
| -------- | -------- |
| Kina     | Italien  |
| Tyskland | Schweiz  |
| Japan    | Thailand |
| Polen    | Turkiet  |

#### Grupp A

##### Resultat
| 13 maj 2019 Salle Omnisports du Pierrier, Montreux Speltid: 1h:35 - Åskådare: 500 | Japan    | 3 - 1 | Kina     | 25-21, 17-25, 27-25, 25-21      |
| 14 maj 2019 Salle Omnisports du Pierrier, Montreux Speltid: 1h:46 - Åskådare: 620 | Tyskland | 2 - 3 | Kina     | 21-25, 9-25, 26-24, 25-22, 9-15 |
| 15 maj 2019 Salle Omnisports du Pierrier, Montreux Speltid: 1h:36 - Åskådare: 500 | Polen    | 3 - 1 | Japan    | 25-15, 19-25, 25-21, 25-19      |
| 15 maj 2019 Salle Omnisports du Pierrier, Montreux Speltid: 1h:42 - Åskådare: 780 | Kina     | 3 - 1 | Polen    | 22-25, 25-17, 25-22, 27-25      |
| 16 maj 2019 Salle Omnisports du Pierrier, Montreux Speltid: 1h:35 - Åskådare: 470 | Japan    | 3 - 1 | Tyskland | 25-19, 23-25, 25-18, 29-27      |
| 16 maj 2019 Salle Omnisports du Pierrier, Montreux Speltid: 1h:32 - Åskådare: 760 | Tyskland | 1 - 3 | Polen    | 14-25, 25-22, 18-25, 18-25      |

##### Sluttabell
| Pos. | Lag      | Pt | G | V | P | VS | FS | Kvot  | VP  | FP  | Kvot  |
| ---- | -------- | -- | - | - | - | -- | -- | ----- | --- | --- | ----- |
| 1.   | Polen    | 6  | 3 | 2 | 1 | 7  | 5  | 1,400 | 280 | 254 | 1,102 |
| 2.   | Japan    | 6  | 3 | 2 | 1 | 7  | 5  | 1,400 | 276 | 274 | 1,007 |
| 3.   | Kina     | 5  | 3 | 2 | 1 | 7  | 6  | 1,166 | 301 | 273 | 1,102 |
| 4.   | Tyskland | 1  | 3 | 0 | 3 | 4  | 9  | 0,444 | 254 | 310 | 0,819 |

      Kvalificerade för semifinal.
      Vidare till spel om femteplats.
      Vidare till spel om sjundeplats.

#### Grupp B

##### Resultat
| 13 maj 2019 Salle Omnisports du Pierrier, Montreux Speltid: 1h:32 - Åskådare: 400 | Schweiz  | 1 - 3 | Turkiet  | 20-25, 24-26, 25-21, 20-25 |
| 14 maj 2019 Salle Omnisports du Pierrier, Montreux Speltid: 1h:32 - Åskådare: 450 | Thailand | 3 - 1 | Italien  | 25-20, 25-14, 16-25, 25-19 |
| 14 maj 2019 Salle Omnisports du Pierrier, Montreux Speltid: 1h:27 - Åskådare: 840 | Schweiz  | 1 - 3 | Thailand | 24-26, 19-25, 25-15, 14-25 |
| 15 maj 2019 Salle Omnisports du Pierrier, Montreux Speltid: 1h:40 - Åskådare: 795 | Italien  | 3 - 1 | Turkiet  | 25-27, 25-20, 25-20, 25-23 |
| 16 maj 2019 Salle Omnisports du Pierrier, Montreux Speltid: 1h:21 - Åskådare: 710 | Italien  | 3 - 1 | Schweiz  | 25-17, 25-16, 16-25, 25-13 |
| 17 maj 2019 Salle Omnisports du Pierrier, Montreux Speltid: 1h:45 - Åskådare: 885 | Turkiet  | 3 - 1 | Thailand | 22-25, 25-19, 25-21, 26-24 |

##### Sluttabell
| Pos. | Lag      | Pt | G | V | P | VS | FS | Kvot  | VP  | FP  | Kvot  |
| ---- | -------- | -- | - | - | - | -- | -- | ----- | --- | --- | ----- |
| 1.   | Italien  | 6  | 3 | 2 | 1 | 7  | 5  | 1,400 | 269 | 252 | 1,067 |
| 2.   | Thailand | 6  | 3 | 2 | 1 | 7  | 5  | 1,400 | 271 | 258 | 1,050 |
| 3.   | Turkiet  | 6  | 3 | 2 | 1 | 7  | 5  | 1,400 | 285 | 278 | 1,025 |
| 4.   | Schweiz  | 0  | 3 | 0 | 3 | 3  | 9  | 0,333 | 242 | 279 | 0,867 |

      Kvalificerade för semifinal.
      Vidare till spel om femteplats.
      Vidare till spel om sjundeplats.

### Slutspelsfasen

#### Slutspel
|  | Semifinaler | Semifinaler | Semifinaler |       |    | Final               | Final               | Final               |  |
|  |             |             |             |       |    |                     |                     |                     |  |
|  | 1A          | Polen       | 3           |       |    |                     |                     |                     |  |
|  | 1A          | Polen       | 3           |       |    |                     |                     |                     |  |
|  | 2B          | Thailand    | 0           |       |    |                     |                     |                     |  |
|  | 2B          | Thailand    | 0           |       | 1A | Polen               | 3                   |                     |  |
|  |             |             |             |       | 1A | Polen               | 3                   |                     |  |
|  |             |             | 2A          | Japan | 1  |                     |                     |                     |  |
|  | 1B          | Italien     | 2A          | Japan | 1  | 0                   |                     |                     |  |
|  | 1B          | Italien     |             |       |    | 0                   |                     |                     |  |
|  | 2A          | Japan       | 3           |       |    | Match om tredjepris | Match om tredjepris | Match om tredjepris |  |
|  | 2A          | Japan       | 3           |       |    |                     |                     |                     |  |
|  |             |             |             |       |    |                     |                     |                     |  |
|  |             |             |             |       |    | 2B                  | Thailand            | 0                   |  |
|  |             |             |             |       |    | 2B                  | Thailand            | 0                   |  |
|  |             |             |             |       |    | 1B                  | Italien             | 3                   |  |

##### Semifinaler
| 17 maj 2019 Salle Omnisports du Pierrier, Montreux Speltid: 1h:05 - Åskådare: 1 200 | Polen   | 3 - 0 | Thailand | 25-18, 25-9, 25-23  |
| 17 maj 2019 Salle Omnisports du Pierrier, Montreux Speltid: 1h:05 - Åskådare: 1 030 | Italien | 0 - 3 | Japan    | 21-25, 14-25, 16-25 |

##### Match om tredjepris
| 18 maj 2019 Salle Omnisports du Pierrier, Montreux Speltid: 1h:05 - Åskådare: 1 800 | Thailand | 0 - 3 | Italien | 20-25, 18-25, 14-25 |

##### Final
| 18 maj 2019 Salle Omnisports du Pierrier, Montreux Speltid: 1h:40 - Åskådare: 2 160 | Polen | 3 - 1 | Japan | 25-15, 22-25, 25-17, 26-24 |

#### Match om femteplats
| 18 maj 2019 Salle Omnisports du Pierrier, Montreux Speltid: 1h:31 - Åskådare: 1 380 | Kina | 1 - 3 | Turkiet | 18-25, 25-16, 23-25, 18-25 |

#### Match om sjundeplats
| 17 maj 2019 Salle Omnisports du Pierrier, Montreux Speltid: 1h:31 - Åskådare: 730 | Tyskland | 3 - 1 | Schweiz | 21-25, 25-19, 25-15, 25-17 |

## Slutplaceringar
| Pos | Lag      |
| --- | -------- |
|     | Polen    |
|     | Japan    |
|     | Italien  |
| 4   | Thailand |
| 5   | Turkiet  |
| 6   | Kina     |
| 7   | Tyskland |
| 8   | Schweiz  |

## Individuella utmärkelser
| Utmärkelse              | Namn                 | Lag     |
| ----------------------- | -------------------- | ------- |
| Mest värdefulla spelare | Malwina Smarzek      | Polen   |
| Bästa passare           | Nanami Seki          | Japan   |
| Bästa högerspiker       | Malwina Smarzek      | Polen   |
| Bästa vänsterspiker     | Yurie Nabeya         | Japan   |
| Bästa vänsterspiker     | Martyna Grajber      | Polen   |
| Bästa center            | Agnieszka Kąkolewska | Polen   |
| Bästa center            | Sarah Fahr           | Italien |
| Bästa libero            | Mako Kobata          | Japan   |

## Statistik
| Vunna poäng | Vunna poäng          | Vunna poäng | Vunna poäng |
| Pos.        | Namn                 | Poäng       | Lag         |
| ----------- | -------------------- | ----------- | ----------- |
| 1           | Malwina Smarzek      | 127         | Polen       |
| 2           | Louisa Lippmann      | 96          | Tyskland    |
| 3           | Li Yingying          | 83          | Kina        |
| 4           | Maja Storck          | 75          | Schweiz     |
| 5           | Indre Sorokaite      | 65          | Italien     |
| 6           | Agnieszka Kąkolewska | 63          | Polen       |
| 7           | Miwako Osanai        | 62          | Japan       |
| 8           | Sarah Fahr           | 54          | Italien     |
| 8           | Onuma Sittirak       | 54          | Thailand    |
| 10          | Elena Pietrini       | 53          | Italien     |